# Ri (kana)

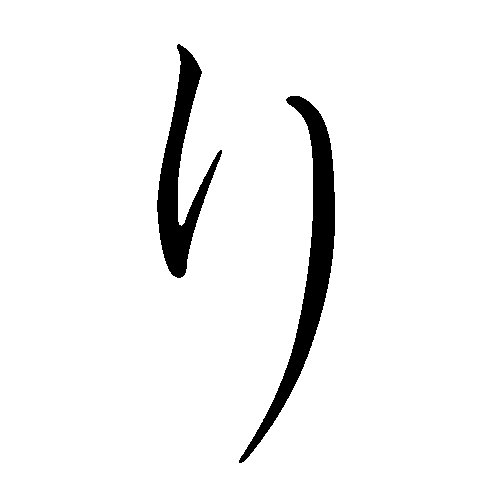
Ri w hiraganie

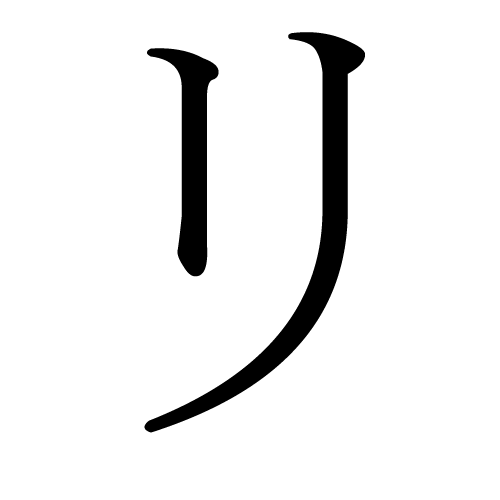
Ri w katakanie

Ri – czterdziesty (dawniej czterdziesty drugi) znak japońskich sylabariuszy hiragana (り) i katakana (リ). Reprezentuje on sylabę ri. Pochodzi bezpośrednio od znaku kanji 利 (obydwie wersje). Z racji nierozróżniania w japońskim głosek R i L (bezdźwięczne R), znak ten może być czytany też jako li.

## Jotacje
Jak każda mora japońska kończąca się na „i”, ri podlega procesowi jotacji, ale jedynie wtedy, jeśli do niej dopisze się pomniejszone znaki ya, yu lub yo. Jeśli po znaku ri występuje znak reprezentujący którąś z samogłosek, oba znaki wymawia się oddzielnie. Nie dotyczy to jedynie pomniejszonej wersji znaku e, który dopisany do ri zmienia wymowę znaków na rye (sylaba ta występuje jedynie w zapożyczeniach).
- rya- りゃ/リャ
- ryu- りゅ/リュ
- ryo- りょ/リョ
- rye- リェ

Sylaby po jotacji również mogą podlegać przedłużeniom na zasadach przewidzianych dla samogłosek kończących sylabę.